# مؤشر مايرز بريغز للأنماط

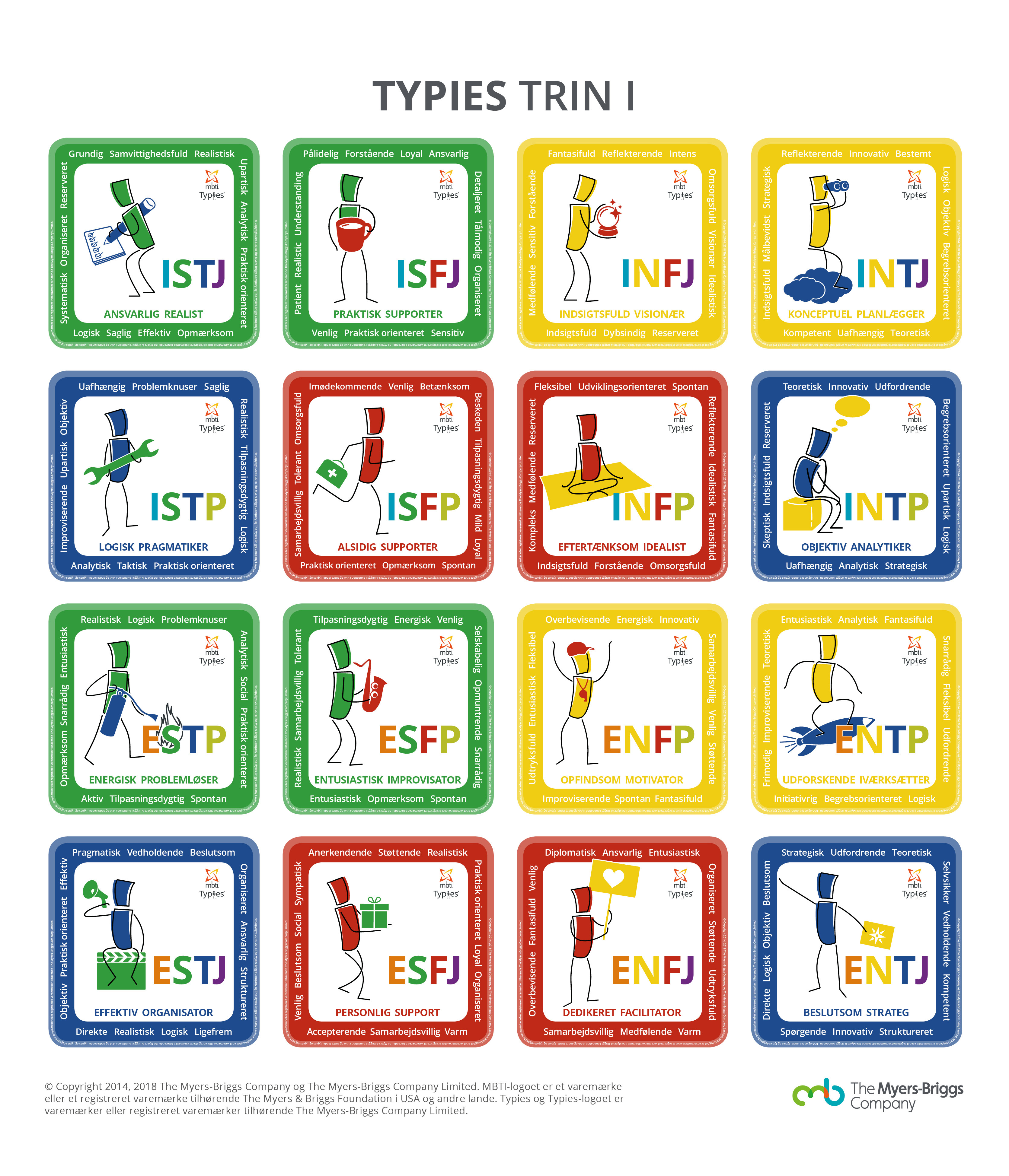
الأنماط الستة عشر لمؤشر مايرز بريغز للأنماط

مؤشر مايرز -بريغز للأنماط (بالإنجليزية: Myers-Briggs Types Indicator، واختصارًا: MBTI)، هو استبيان استبطاني مبني على الإبلاغ الذاتي، يُمكنه الإشارة إلى التفضيلات النفسية المختلفة فيما يتعلق في كيفية إدراك الأشخاص للعالم وكيفية اتخاذهم لقراراتهم. يسعى الاختبار إلى تعيين أربع فئات: الانطواء أو الانبساط، الإحساس أو الحدس، التفكير أو الشعور، الحكم أو الإدراك. يؤخذ الحرف الإنجليزي الأول من كل فئة لتشكيل نتيجة الاختبار المكونة من أربعة أحرف، مثل «آي. إس. تي. جاي» أو «إي. إن. إف. بّي.».
يحظى اختبار MBTI بشعبية كبيرة اليوم ويستخدمه ما يقرب من مليوني شخص في الولايات المتحدة كل عام. أجرى مركز تطبيقات النمط النفسي معظم الأبحاث الداعمة لصلاحية مؤشر مايرز-بريغر للأنماط، وهو منظمة مُدارة بواسطة مؤسسة مايرز-بريغز، إذ نُشرت هذه الأبحاث في مجلة جورنال أوف سايكولوجيكال تايب التابعة للمركز، الأمر الذي أثار بعض الشكوك حول الاستقلالية والتحيز وتضارب المصالح. وصفت بعض المصادر المستقلة هذا الاختبار بأنه «هراء»، وأضافت بأنه «يتفوق على كعكة الحظ الصينية إلى حد ما»، وصرحت أيضًا أنه «تافه إلى حد كبير» ووصفته بأنه «بدعة ترفض أن تنطفئ».
يتشابه مؤشر مايرز-بريغز للأنماط مع بعض النظريات النفسية، لكنه يُصنف باعتباره علمًا زائفًا، ولا سيما بسبب قدراته التنبؤية المفترضة. يُظهر هذا المؤشر أوجه قصور علمية (نفسية) عديدة، بما في ذلك صلاحيته الضعيفة (أي أنه لا يقيس ما يزعم قياسه، ويفتقر إلى القوة التنبؤية والعناصر القابلة للتعميم)، وضعف الموثوقية (أي إعطاءه نتائج مختلفة للشخص ذاته في مناسبات مختلفة)، وقياسه للفئات غير المستقلة عن بعضها البعض (إذ لوحظ وجود ارتباط بين السمات المتناقضة)، وافتقاره إلى الشمولية (لأنه لا يشتمل على العصابية). يوجد ترابط معين بين المقاييس الأربعة المستخدمة في مؤشر مايرز-بريغز للأنماط وأربعة من عناصر الشخصية الخمسة التي تُعد أكثر قبولًا بشكل عام.

## المفاهيم
صُمم مؤشر مايرز-بريغز للأنماط للناس العاديين، ويتسم بتأكيده على قيمة الاختلافات طبيعية المنشأ. «يتمثل الافتراض الأساسي الكامن وراء مؤشر مايرز-بريغز للأنماط في امتلاكنا جميعًا لتفضيلات محددة فيما يتعلق بطريقة تفسيرنا لتجاربنا، وتشكل هذه التفضيلات أساس اهتماماتنا واحتياجاتنا وقيمنا ودوافعنا». ينص دليل مؤشر مايرز-بريغز للأنماط على أن المؤشر «مصمم لتنفيذ نظرية؛ لذا ينبغي فهم النظرية من أجل فهم المؤشر».:1 تُعتبر نظرية النمط النفسي التي وضعها كارل يونغ:xiii أساسًا يقوم عليه مؤشر مايرز-بريغز للأنماط. افترض يونغ وجود زوجين متناقضين من الوظائف المعرفية:
- الوظائف «العقلانية» (الحكم): التفكير والشعور.
- الوظائف «اللاعقلانية» (الإدراك): الإحساس والحدس.

يعتقد يونغ أن كل شخص قادر على التعبير عن كل وظيفة من هذا الوظائف بانطوائية أو انبساطية.:17 وضع كل من بريغز ومايرز نظريتهم الخاصة حول النمط النفسي بالاستناد إلى مفاهيم يونغ الأصلية، وهي النظرية التي يقوم عليها مؤشر مايرز-بريغز للأنماط. وصف عالم النفس هانز آيزنك مؤشر مايرز-بريغز للأنماط بأنه قياس كمي ناجح نسبيًا لمبادئ يونغ الأصلية، وأضاف «يخلق [مؤشر مايرز-بريغز للأنماط] 16 نمطًا من الشخصيات، التي يقال إنها مشابهة لمفاهيم يونغ النظرية. لطالما وجدت صعوبات في هذا التعريف، الذي يتغاضى عن نصف نظرية يونغ (التي تنطوي على 32 نمط، إذ أكد على تقابل كل مجموعة واعية من السمات مع مجموعة أخرى غير واعية). يبدو أن النصف الأخير من نظريته لا يقبل الرضوخ لمقاييس الاستبيان، لكن التغاضي عن هذا النصف والتظاهر بقياس النطاقات لمفاهيم يونغ أمر غير منصف». وفي جميع الأحوال، يبقى هذين النموذجين افتراضيين طالما هناك افتقار للدراسات العلمية المُحكمة التي تدعم مفهوم يونغ الأصلي للنمط أو تنوعات مايرز-بريغز.

### النمط
ينظر نموذج يونغ التصنيفي إلى النمط النفسي باعتباره مشابهًا لاستخدام اليد اليمنى أو اليسرى: فالأشخاص يمتلكون تفضيلات معينة فيما يتعلق بالإدراك واتخاذ القرار، سواء بشكل فطري أو مكتسب. يقسم مؤشر مايرز-بريغز للأنماط بعض من هذه الاختلافات النفسية إلى أربعة أزواج متقابلة أو «متناقضة»، الأمر الذي يسفر عن تشكيل 16 نمطًا نفسيًا محتملًا. لا يُمكن اعتبار أي من هذه الأنماط «أفضل» أو «أسوأ» من غيره، لكن افترض كل من بريغز ومايرز أن الناس «يفضلون» تركيبة من الاختلافات النمطية المعينة الشاملة.:9 يميل الأشخاص إلى إيجاد صعوبة في استخدام التفضيلات المعاكسة لتفضيلاتهم النفسية كما يصعب على الأشخاص الذين يكتبون باليد اليسرى الكتابة باليد اليمنى، لكنهم قد يصبحون أكثر كفاءة (وبالتالي أكثر مرونة من الناحية السلوكية) مع الممارسة والتطوير.
عادةً ما يشار إلى هذه الأنماط الستة عشر باختصار مكون من أربعة أحرف باللغة الإنجليزية، أي الحرف الأول من كل نمط من التفضيلات الأربعة (باستثناء الحدس، الذي يُستخدم الحرف «إن» بدلًا من «آي» لتمييزه عن الانطوائية التي تبدأ بحرف الـ«آي»). على سبيل المثال:
- إي. إس. تي. جاي./ ESTJ: الانبساط/Extraversion (إي)/(E)، والإحساس/Sensing (إس)/(S)، والتفكير/Thinking (تي)/(T)، والحكم/Judging (جاي)/(J).
- اي ان اف بي: الانطواء/ Introversion (آي)، والحدس/Intuition (إن)/(N)، والشعور/Feeling (إف)/(F)، والإدراك/Perception (بّي)/((P.

تنطبق هذه الاختصارات على جميع الأنماط الستة عشر.

### الرسومات المصغرة
يقدم باحثو مؤشر مايرز-بريغز للأنماط أوصافًا للأشخاص المصنفين في نمط معين ضمن الاختبار:
يرى كل من مايرز وبريغز أن الأشخاص المتوافقين مع نمط (إي. إن. تي. جاي.) غالبًا ما يتسمون بدفعهم لأنفسهم وتحفيزهم وحيويتهم وحزمهم وثقتهم وتنافسيتهم، وعادةً ما ينظرون إلى الأمور من منظور شامل ويبنون إستراتيجية طويلة المدى. يتصف هؤلاء الأشخاص أيضًا بكونهم يعلمون ما يريدون، ويحشدون الآخرين لمساعدتهم في تحقيق أهدافهم. يعتقد المؤلفون أنه غالبًا ما يُسعى إلى تعيين هؤلاء الأشخاص قادةً بسبب امتلاكهم القدرة الفطرية على توجيه مجموعات من الناس. يتصف هؤلاء الأشخاص بأنهم مؤثرين ومنظمين بدرجة غير عادية، وقد يحكمون على الآخرين وفقًا لمعاييرهم الصارمة، فضلًا عن فشلهم في مراعاة الاحتياجات الشخصية.
ترى مؤسسة مايرز-بريغز المتوافقين مع نمط (آي. إن. إف. جاي.) أشخاصًا ذوي ضمير حي ومدفوعين بالأخلاق، وتصفهم بأنهم يسعون إلى إيجاد معنى في العلاقات والأفكار والأحداث، فهم يركزون على فهم أنفسهم والآخرين بشكل أفضل. تعتقد المؤسسة أنهم قادرين على تطوير رؤية واضحة وواثقة عن طريق استخدامهم لمهاراتهم البديهية، ثم يشرعون في تطبيق هذه الرؤية بهدف تحسين حياة الآخرين. تضيف المؤسسة قائلةً إنهم –مثل نظرائهم من النمط (آي. إن. تي. جاي.)- يعتبرون المشاكل فرصًا لخلق الحلول الإبداعية وتنفيذها.
تعتقد المؤسسة أن الأشخاص المتوافقين مع النمط (آي. إن. إف. بّي.) يصرفون الكثير من طاقتهم على المشاعر الانفعالية والأخلاقيات المعقدة التي تهيمن على «العالم الداخلي». يبحث هؤلاء الأشخاص عن حياة خارجية محافظة على هذه القيم. يولي هؤلاء الأشخاص أولويةً للإخلاص للأشخاص والقضايا، فضلًا عن استغلالهم للفرص في سبيل تطبيق مُثلهم. يتسم هؤلاء الأشخاص بكونهم فضوليون، إذ يحاولون فهم من حولهم، بالإضافة إلى اتسامهم بالتقبل وتحليهم بالمرونة ما لم يهدد شخص ما أو شيء ما قيمهم.
ترى مؤسسة مايرز-بريغز المتوافقين مع نمط (آي. إس. تي. جاي) ذوي قدرة عالية على التعلم وتكريس أنفسهم للموضوعات التي يعتبرونها عمليةً ومفيدةً، بالإضافة إلى إيلائهم اهتمامًا كبيرًا للتفاصيل في عملهم، فلا يهدأ لهم بال حتى يلمون بجميع جوانب مفهوم ما أو حتى يكملون المهام الموكلة إليهم على أفضل وجه.
ورد في أحد كتب المشورة المهنية أن الأشخاص المتوافقين مع النمط (آي. إن. تي. بّي.) يفضلون إما العمل مع الآخرين بشكل غير رسمي على قدم المساواة، أو العمل بمفردهم. يقول المؤلفون إن الأشخاص المتوافقين مع هذا النمط ينظمون فهمهم لأي موضوع من خلال توضيح مبادئه، ويضيفون بأنهم ينجذبون إلى التركيبات النظرية على وجه الخصوص. قد يصب هؤلاء الأشخاص جل تركيزهم على جمع المعلومات أثناء تفاعلهم مع الآخرين، لذا قد يبدون غافلين أو منعزلين أو حتى متمردين، في حين أنهم في الواقع مهتمين بالاستماع والفهم. يفترض هذا الكتاب أن حدس هؤلاء الأشخاص يمنحهم سرعة بديهة ولا سيما فيما يتعلق باللغة. يتسم هؤلاء الأشخاص بقدرتهم على نزع فتيل التوتر من خلال إلقائهم للملاحظات والإشارات الكوميدية. قد يكون هؤلاء الأشخاص ساحرين حتى وإن اتسموا بتحفظهم الهادئ، وغالبًا ما يتفاجؤون بالتقدير الكبير الذي يكنه لهم كل من أصدقائهم وزملائهم.

## الشخصيات الست عشرة
وفقاً للمبادئ السابقة فإن طبيعة الشخص الواحد تتكون من أربع خواص وهذا ينتج ستة عشرة شخصية مختلفة وهي:

| المبدأ الأول       | المبدأ الثاني     | المبدأ الثالث     | المبدأ الرابع    | الشخصية الناتجة        | [ 27 ] |
| ------------------ | ----------------- | ----------------- | ---------------- | ---------------------- | ------ |
| منفتح (Extroverts) | حسي (Sensors)     | عقلاني (Thinking) | صارم (Judging)   | المشرف (ESTJ)          |        |
| منفتح (Extroverts) | حسي (Sensors)     | عقلاني (Thinking) | مرن (Perceiving) | المروج (ESTP)          |        |
| منفتح (Extroverts) | حسي (Sensors)     | عاطفي (Feeling)   | صارم (Judging)   | المعطي (ESFJ)          |        |
| منفتح (Extroverts) | حسي (Sensors)     | عاطفي (Feeling)   | مرن (Perceiving) | المؤدي (ESFP)          |        |
| منفتح (Extroverts) | حدسي (iNtuitives) | عقلاني (Thinking) | صارم (Judging)   | المدير التنفيذي (ENTJ) |        |
| منفتح (Extroverts) | حدسي (iNtuitives) | عقلاني (Thinking) | مرن (Perceiving) | المخترع (ENTP)         |        |
| منفتح (Extroverts) | حدسي (iNtuitives) | عاطفي (Feeling)   | صارم (Judging)   | المدرس (ENFJ)          |        |
| منفتح (Extroverts) | حدسي (iNtuitives) | عاطفي (Feeling)   | مرن (Perceiving) | الملهم (ENFP)          |        |
| متحفظ (Introverts) | حسي (Sensors)     | عقلاني (Thinking) | صارم (Judging)   | المفتش (ISTJ)          |        |
| متحفظ (Introverts) | حسي (Sensors)     | عقلاني (Thinking) | مرن (Perceiving) | الحرفي (ISTP)          |        |
| متحفظ (Introverts) | حسي (Sensors)     | عاطفي (Feeling)   | صارم (Judging)   | المدافع (ISFJ)         |        |
| متحفظ (Introverts) | حسي (Sensors)     | عاطفي (Feeling)   | مرن (Perceiving) | الفنان (ISFP)          |        |
| متحفظ (Introverts) | حدسي (iNtuitives) | عقلاني (Thinking) | صارم (Judging)   | العالم (INTJ)          |        |
| متحفظ (Introverts) | حدسي (iNtuitives) | عقلاني (Thinking) | مرن (Perceiving) | الكارين (INTP)         |        |
| متحفظ (Introverts) | حدسي (iNtuitives) | عاطفي (Feeling)   | صارم (Judging)   | المستشار (INFJ)        |        |
| متحفظ (Introverts) | حدسي (iNtuitives) | عاطفي (Feeling)   | مرن (Perceiving) | المعالج (INFP)         |        |

## نظرية كريسي للأمزجة
تعد نظرية كريسي للأمزجة إحدى النظريات القريبة لمؤشر مايرز ومن الممكن تصنيف الشخصيات الست عشرة الناتجة من مؤشر مايرز وفقاً لنظرية كريسي على النحو التالي:
| العقلانيون             | العقلانيون     | المثاليون     | المثاليون       |
| المدير التنفيذي (ENTJ) | العالم (INTJ)  | المدرس (ENFJ) | المستشار (INFJ) |
| المخترع (ENTP)         | المفكر (INTP)  | الملهم (ENFP) | المعالج (INFP)  |
| الأوصياء               | الأوصياء       | الفنانون      | الفنانون        |
| المشرف (ESTJ)          | المفتش (ISTJ)  | المروج (ESTP) | الحرفي (ISTP)   |
| المعطي (ESFJ)          | المدافع (ISFJ) | المؤدي (ESFP) | الفنان (ISFP)   |

## الاختبار على الإنترنت
هناك الكثير من المواقع على شبكة الأنترنت والتي تقدم نسخة مختلفة لاختبار الشخصية مع نتائج تتراوح ما بين الدقيقة والهشة، تعتمد النتائج على مقارنة اختيارات الزوار وفقا لمجموعة من الأسئلة الشخصية والعملية التي تتنبدأ بطبيعة الشخصية وذلك اعتمادا على صفات الخاصة بالشخصيات الستة عشر.

## انظر ايضاً
- مزاج
- تناغم حوفي
- رنين حوفي
- السوسيونيك
- نوع الشخصية
- مهارات حياتية